# Port de Kõrgessaare
Le port de Kõrgessaare (estonien : Kõrgessaare sadam, code EE KRG)  est un port à Kõrgessaare dans l'île d'Hiiumaa en Estonie,.

## Présentation
Le port de Kõrgessaare est situé dans le village de la commune de Hiiu dans le comté de Hiiu, 
Au XVIIe siècle, la première ligne maritime régulière d'Estonie allait du port de Kõrgessaare à Stockholm.
Le port de Kõrgessaare est un petit port avec 10 emplacements ouvert du 15 avril au 15 novembre.
La plus grande embarcation autorisée mesure 26 mètres de long, 5,5 mètres de large et 2,5 mètres de profondeur.